# Veda (caça o pesca)
La veda és l'acció de prohibir o restringir l'aprofitament o l'explotació de diferents ecosistemes. Com ara terrenys (erms, boscos, màquies, cultius, pastures) o aigües (cursos fluvials, estanys, litorals, alta mar). La prohibició pot ser temporal o permanent.
L'aprofitament d'ecosistemes per obtenir productes útils per l'home és molt variat. Hom podria fer una primera classificació segons l'ésser viu del qual s'obté un ús. Podríem dir que hi aprofitament de Fongs, Plantes o bé d'Animals.
Quan s'extreuen animals s'anomena caça si hi ha una captura de l'animal terrestre lliure. La pesca es refereix a la captura d'animals que viuen en l'aigua o fins i tot en el jaç o fons de les masses d'aigua (mars, rius o estanys).